# オーエ・ア・ローセンボー
オーエ・クリスチャン・アレクサンダー・ロバート（デンマーク語:Prins Aage Christian Alexander Robert til Danmark, greve af Rosenborg, 1887年6月10日 - 1940年2月19日）は、デンマークの王族。国王の同意なしに結婚をしたため王族の身分を失い、ローセンボー伯爵の称号を授けられた。デンマーク王子ヴァルデマーとその妃マリー・ドルレアンの長男。

## 生涯
若い頃のオーエは従兄のギリシャ王子ゲオルギオスの妻マリー・ボナパルトと愛人関係にあった。しかし、ゲオルギオスは従弟が自分の妻と不倫していることに抗議した様子もなく、また関心をも示さなかった。オーエは1909年にデンマーク陸軍に入隊し、1913年には中尉にまで昇進した。第1次世界大戦中は、イタリア軍に観戦武官として1年間参加した。イタリアからの帰国後、オーエは陸軍大尉に昇進している。
1914年2月1日、オーエはイタリアのトリノで、マティルダ・カルヴィ・ディ・ベールゴロ伯爵夫人（1885年 - 1949年）と結婚した。この結婚は国王の同意を得ないものだったため違法とされ、オーエは直ちにデンマーク王位継承権、デンマーク王族としての称号と敬称を剥奪された。まもなく、オーエは国王によって「ローセンボー伯爵オーエ王子（Prins Aage, Greve af Rosenborg）」の称号を与えられた。ローセンボー伯爵位はオーエの男系子孫に世襲的に受け継がれていくことが認められていたが、王子（王女）の称号に関してはオーエ夫妻が一代限りで認められるものとされた。オーエとマティルダは間に息子を一人もうけたが、1939年に離婚している。
- ヴァルデマー（1915年 - 1995年）

1922年、オーエは王の許しを得てデンマーク陸軍を除隊し、フランス外人部隊に入隊した。デンマーク、フランス両政府間の交渉により、オーエは外人部隊に大尉として入隊することになった。オーエは入隊したその年のうちにモロッコで戦役に従事し、左足を負傷した後にゲール十字勲章 (en) を授けられている。外人部隊に17年間所属したあいだ、オーエは中佐にまで昇進し、フランスの最高勲章であるレジオンドヌール勲章を受章した。
オーエは1940年にモロッコのタザ (en) で亡くなり、アルジェリアのシディ・ベル・アベ (en) に葬られた。